# Posição de Fowler
A posição de Fowler é uma posição semi-sentada (45º) usada para tratamento de pacientes com dispnéia após cirurgia de tireóide, abdominal ou cardíaca quando espera-se que haja drenagem e em alguns casos de pneumonia. Esta posição afasta os órgãos abdominais do diafragma, aliviando a pressão sobre a cavidade torácica, o que permite aos pulmões se insuflarem de maneira mais eficaz de forma a melhorar a relação ventilação/perfusão pulmonar e diminuir as áreas de shunt pulmonar. Permite ainda que o paciente se alimente com maior facilidade. Também largamente utilizada em cirurgias plásticas, como, por exemplo, na abdominoplastia (ou dermolipectomia abdominal), visando relaxar a tensão nas suturas entre o abdômen inferior e flancos com as regiões suprapubianas, inguinais e ilíacas, ou em mamoplastias, rinoplastias e ritidoplastias, objetivando reduzir incidência de edemas ou hematomas pós-operatórios.
Também é usada como prevenção de aspiração pelas vias respiratórias de secreções ou vômitos em pacientes com nível de consciência rebaixados (por exemplo: período pós-cirurgico imediato, intoxicações, traumas crânio-encefálicos, etc)
O nome decúbito de Fowler, se deve ao cirurgião e professor de cirurgia da "New York Policlinic Medical School", Dr. George R. Fowler (meados do séc. XVIII). Curiosamente, Fowler morreu de apendicite.
Na radiologia, a posição de Fowler é um posicionamento em que o paciente é colocado
em decúbito dorsal com a cabeça mais alta que os pés.
A expressão Fowler é também usada para indicar a posição de paciente no leito, quando este necessitar descompressão pulmonar (elevação da cabeceira) e diminuição do retorno venoso (pernas abaixadas, pés abaixo dos joelhos) para diminuir o retorno venoso, comumente usada em insuficiência cardíaca congestiva (ICC). Totalmente diferente da posição usada pós abdominoplastia, quando o que se necessita é aliviar a linha de sutura abdominal, e aumentar o retorno venoso dos MMII, principalmente de pernas (panturrilhas) na prevenção de trombose ou embolia. Portanto são situações completamente diferentes, em que a posição de Fowler original é contra-indicada para pós abdominoplastia pois retem, represa, o sangue venoso, diminuindo a velocidade de retorno, propiciando embolia e/ou trombose. 
1. ↑  Jürgen Thorwald , o século dos cirurgiões (cap. : a estrada extensa).